# حي شبيكينسكي

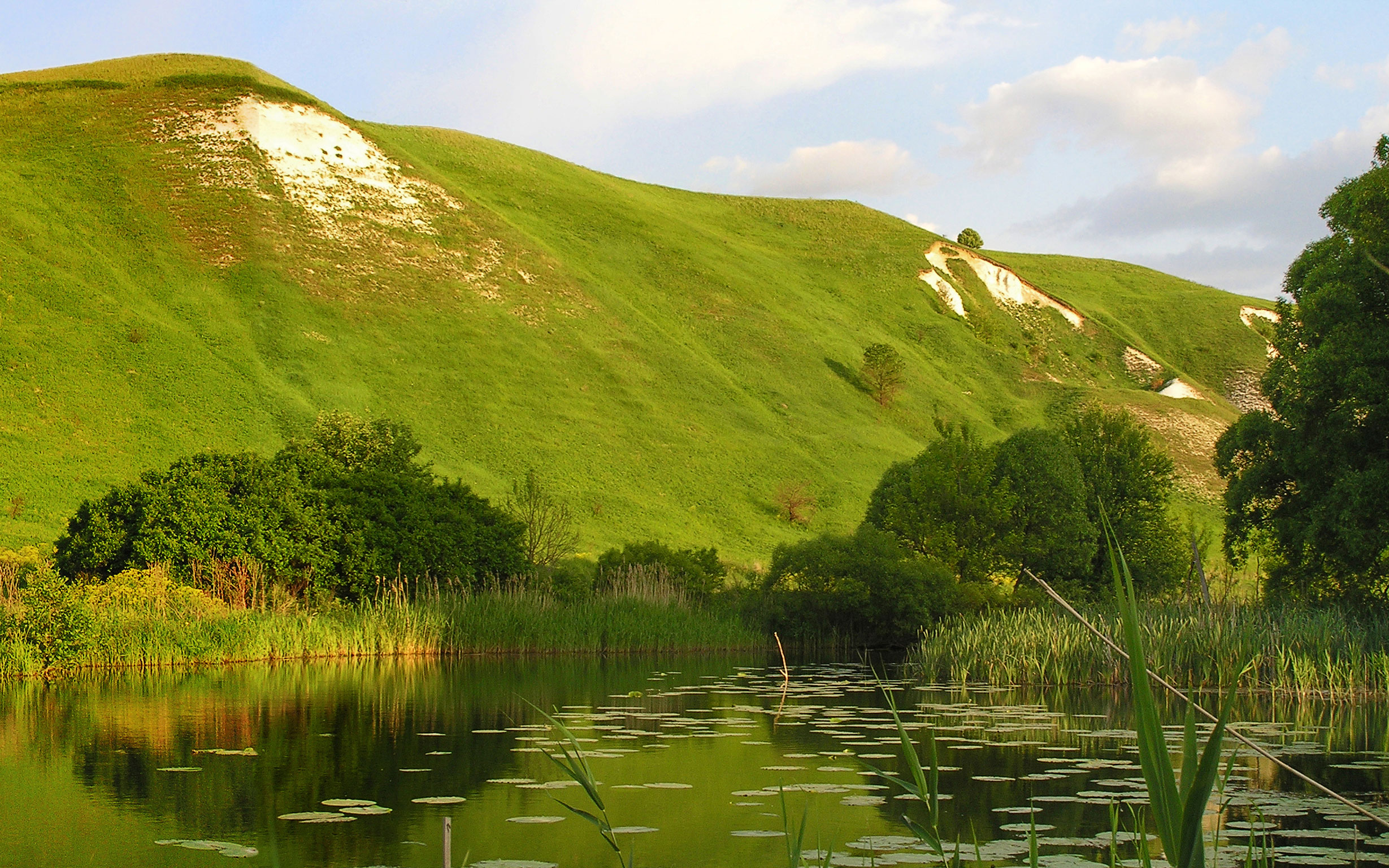

حي شبيكينسكي هو وحدة إدارية إقليمية (مقاطعة) في منطقة بيلغورود في روسيا.

## الجغرافيا
تقع المقاطعة إلى الشرق من بيلغورود وتحدها من الجنوب أوكرانيا.
يحدها: في الشمال - مع كوروتشانسكي ، في الشرق - نوفوسكولسكي ، فولوكونوفسكي ، في الغرب - مناطق بيلغورودسكي في المنطقة ، في الجنوب - مع أوكرانيا.
تبلغ مساحة المنطقة 1865.9 كيلومتر مربع وتمثل مناطق السهوب والغابات السهوب.

## التاريخ
عاش السكيثيون هنا منذ القرن الخامس قبل الميلاد. في القرنين الثامن والتاسع ، انتقل آلان من شمال القوقاز هنا. في القرنين التاسع والعاشر تقريبًا ، جاء ممثلو قبيلة سيفريان ، إحدى القبائل الخمسة عشر التي شكلت كييف روس ، إلى موقع مستوطنة العصر السكيثي.
في القرن التاسع ، على الضفة اليمنى لنهر كورين (بالقرب من قرية كرابيفنوي الحديثة) ، تم تأسيس مستوطنة محصنة في "الشمال" ، والتي تحولت في القرن الحادي عشر إلى مدينة روسية قديمة كبيرة. كان ينتمي إلى إمارة تشرنيغوف ، ثم إلى إمارة نوفغورود-سيفيرسكي وكان الأكثر تطرفاً في جنوب شرق روس. كانت هذه المدينة موجودة حتى عام 1240 ، عندما تم تدميرها مع العديد من المدن الأخرى أثناء الغزو المغولي لروسيا. وقد اختفى منذ ذلك الحين ولم يبعث من جديد.
تم تشكيل المنطقة في 30 يوليو 1928 كجزء من منطقة بيلغورود في منطقة وسط بلاك إيرث. في 13 يونيو 1934 ، بعد تقسيم منطقة وسط الأرض السوداء ، أصبحت منطقة شيبيكينسكي جزءًا من منطقة كورسك.
في 14 يوليو 1942 ، احتلت القوات الألمانية المدينة. صدر - 9 فبراير 1943.